# Millebosc
Millebosc é uma comuna francesa na região administrativa da Normandia, no departamento de Sena Marítimo. Estende-se por uma área de 7,81 km². Em 2010 a comuna tinha 249 habitantes (densidade: 31,9 hab./km²).